# Communauté de communes de Châtillon-Coligny
La communauté de communes de Châtillon-Coligny  est une ancienne communauté de communes du département du Loiret et de la région Centre-Val de Loire en France.

## Historique
- 6 juillet 1965 : création du district urbain de Châtillon-Coligny
- 26 décembre 2001 : transformation du district urbain en Communauté de communes
- 22 novembre 2004 : adhésion de 10 nouvelles communes

Dans une perspective de renforcement des intercommunalités, la loi du 7 août 2015 portant nouvelle organisation territoriale de la République, dite loi NOTRe , augmente le seuil démographique minimal de 5 000 à 15 000 habitants, sauf exceptions. Le Schéma départemental de coopération intercommunale du Loiret est arrêté sur ces bases le 30 mars 2016 et prévoit la fusion des communautés de communes du canton de Lorris, du canton de Châtillon-Coligny et du Bellegardois. Sur les 38 communes constituant le regroupement, 5 émettent un avis défavorable (Mézières en Gâtinais, Moulon, Quiers-sur-Bezonde, Pressigny-les-Pins et Montereau) soit 2 748 habitants. Toutefois l'accord des communes sur la fusion proposée ayant été exprimé par la moitié au moins des conseils municipaux concernés, représentant la moitié au moins de la population totale du groupement, la fusion est prononcée par arrêté du 19 septembre 2016 avec effet au 1er janvier 2017, date à laquelle est créée la communauté de communes Canaux et Forêts en Gâtinais.

## Composition
Elle était composée des communes suivantes (composition identique à celle du canton de Châtillon-Coligny) :
| Nom                       | Code Insee | Gentilé          | Superficie (km2) | Population (dernière pop. légale) | Densité (hab./km2) |
| ------------------------- | ---------- | ---------------- | ---------------- | --------------------------------- | ------------------ |
| Châtillon-Coligny (siège) | 45085      | Chatillonnais    | 25,53            | 1 923 (2014)                      | 75                 |
| Aillant-sur-Milleron      | 45002      | Aillantais       | 26,93            | 398 (2014)                        | 15                 |
| La Chapelle-sur-Aveyron   | 45077      | Chapellois       | 19,03            | 674 (2014)                        | 35                 |
| Le Charme                 | 45079      | Charmois         | 13,82            | 147 (2014)                        | 11                 |
| Cortrat                   | 45105      | Cortratiens      | 11,03            | 87 (2014)                         | 7,9                |
| Dammarie-sur-Loing        | 45121      | Dammariens       | 20,94            | 505 (2014)                        | 24                 |
| Montbouy                  | 45210      | Montboviens      | 26,73            | 746 (2014)                        | 28                 |
| Montcresson               | 45212      | Montcressonnais  | 21,00            | 1 293 (2014)                      | 62                 |
| Nogent-sur-Vernisson      | 45229      | Nogentais        | 33,27            | 2 559 (2014)                      | 77                 |
| Pressigny-les-Pins        | 45257      | Pressigniens     | 11,91            | 498 (2014)                        | 42                 |
| Saint-Maurice-sur-Aveyron | 45292      | Saint-Mauriciens | 53,76            | 857 (2014)                        | 16                 |
| Sainte-Geneviève-des-Bois | 45278      | Génovéfains      | 40,74            | 1 094 (2014)                      | 27                 |

## Compétences
- Aménagement de l'espace communautaire
- Développement économique
- Protection et mise en valeur de l'environnement
- Politique du logement et du cadre de vie
- Voirie d'intérêt communautaire
- Équipements culturels, sportifs, scolaires
- Aide sociale et solidarité
- Services à la famille
- Prestation de services et maîtrise d'ouvrage déléguée
- Soutien aux collégiens en matière éducative, sportive, culturelle et de logistique des transports

## Sources
- Le splaf-Site sur la Population et les Limites Administratives de la France
- La base Aspic